# 4124 Herriot
4124 Herriot је астероид главног астероидног појаса. Приближан пречник астероида је 19,76 ,
а средња удаљеност астероида од Сунца износи 2,787 астрономских јединица (АЈ).
Инклинација (нагиб) орбите у односу на раван еклиптике је 3,601 степени, а орбитални период износи 1699,617 дана (4,653 године). Ексцентрицитет орбите астероида износи 0,030.
Апсолутна магнитуда астероида износи 12,50 а геометријски албедо 0,045.
Астероид је откривен 29. септембра 1986. године.